# Norg

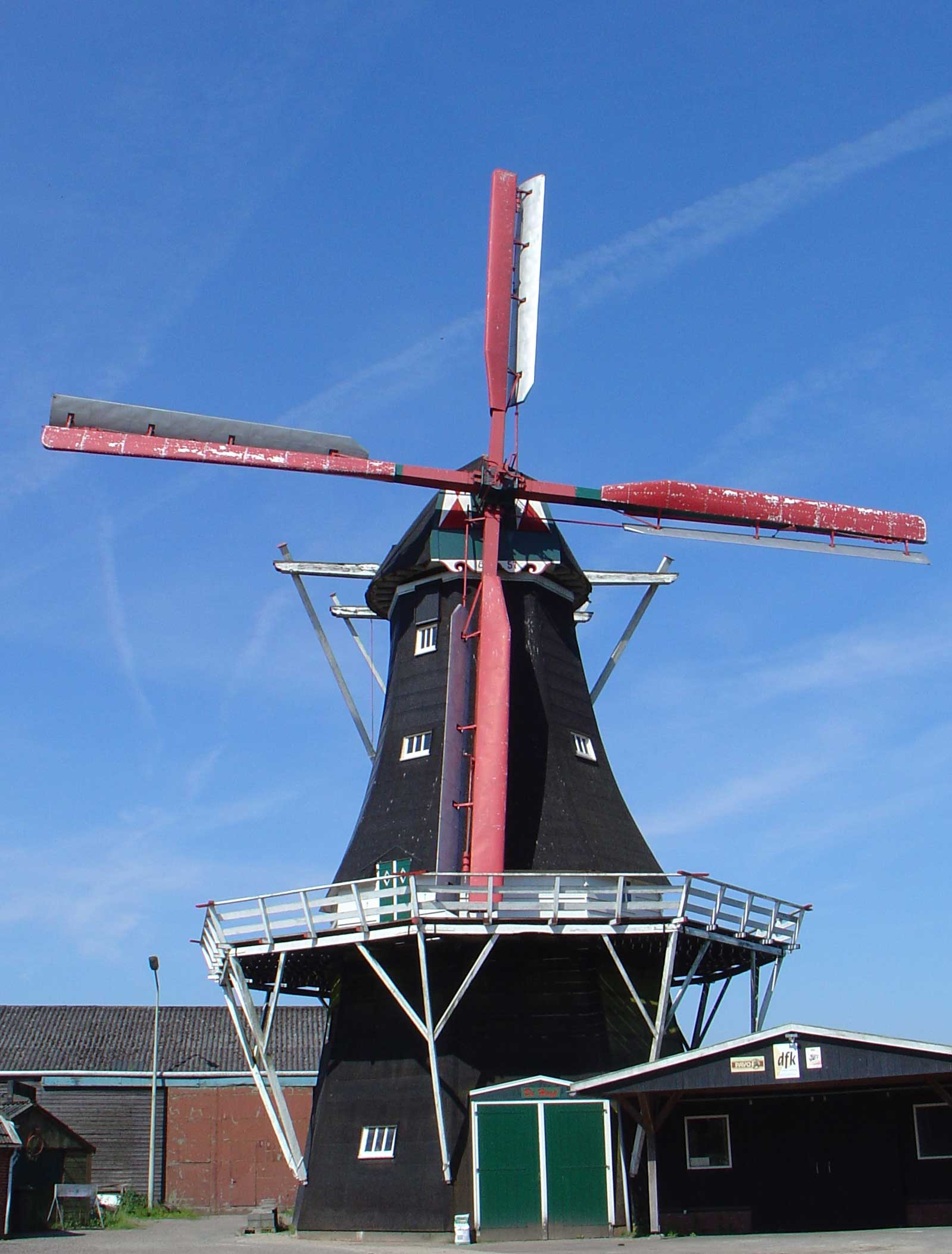
Norg: il mulino De Hoop

Norg  (in Drèents: Nörg) è una località di circa 3.300 abitanti del nord-est dei Paesi Bassi, facente parte della provincia di Drenthe. Dal punto di vista amministrativo, si tratta di un ex-municipalità. Soppressa il 1º gennaio 1998, il suo territorio, insieme a quello delle municipalità di Peize e Roden è andato a formare la nuova municipalità di Noordenveld..

## Etimologia
Le origini del toponimo Norg, attestato anticamente come Niurech o Nurch (1139), Norich (1219) Norch (1254)/>, Nurch (1256), Norech, Nurech, Norch e Norgh (1317-1225), non sono chiare.
Secondo un'ipotesi, deriverebbe dal termine Northeg(gia), che significa "angolo settentrionale". Un'altra ipotesi lo fa invece derivare da Ni-urch, che farebbe riferimento al casato di Orch oppure significherebbe ."angolo nuovo".

## Geografia fisica

### Collocazione
Norg si trova nella parte nord-occidentale della provincia di Drenthe, quasi al confine con la provincia della Frisia e tra le località di Assen ed Eelde-Paterswolde (rispettivamente a nord-ovest della prima e a sud-ovest della seconda).

### Suddivisione amministrativa
Un tempo Norg comprendeva anche la buurtschap di Suingesloot.

## Società

### Evoluzione demografica
Nel 2011 Norg contava una popolazione stimata di 3.275 abitanti.
La località ha conosciuto quindi un calo demografico rispetto al 2008, quando contava 3.385 abitanti e al 2001, quando ne contava 3.550.

## Storia
Il villaggio era probabilmente già abitato tra il VII e l'VIII secolo, quando vi si praticava l'agricoltura.
Nel 1558, Johan van Ewsum chiese che Norg, Roden e Roderswolde formassero una signoria.
Nel 1602, Norg fu incorporato da Rolde.

## Stemma
Nello stemma di Norg è raffigurato un cavallo.
Lo stemma farebbe riferimento alle fiere di cavalli che si tenevano in loco.

## Monumenti e luoghi d'interesse
Norg conta 27 edifici classificato come rijksmonumenten.

### Chiesa di Santa Margherita
Tra gli edifici principali di Norg, figura la Chiesa di Santa Margherita (Sint Margarethakerk), una chiesa in stile gotico e romanico, eretta nella forma attuale a partire dal XIII secolo, ma le cui origini risalgono almeno al 1139.

### Mulino De Hoop
Altro edificio d'interesse di Norg è il mulino de Hoop, risalente al 1857. Si tratta dell'unico esempio di mulino dei Paesi Bassi funzionante con il sistema Bilau.